# Donald Pederson
Donald Oscar Pederson (Hallock, 30 de setembro de 1925 — Concord, 25 de dezembro de 2004) foi um engenheiro eletrônico estadunidense.
Foi um dos projetistas do SPICE, simulador de circuitos integrados.